# Hack Forums
Hack Forums (vaak afgekort tot "HF") is een internetforum gewijd aan discussies met betrekking tot hackercultuur en computerbeveiliging. De website stond op nummer één in de categorie "Hacking" in termen van internetverkeer bij het analysebedrijf Alexa Internet. De website zou op grote schaal betrokken zijn bij online criminele activiteiten, zoals het geval van Zachary Shames, die in 2013 werd gearresteerd voor het verkopen van keylogging software op Hack Forums, die werd gebruikt om persoonlijke informatie te stelen.